# De Porceleyne Fles

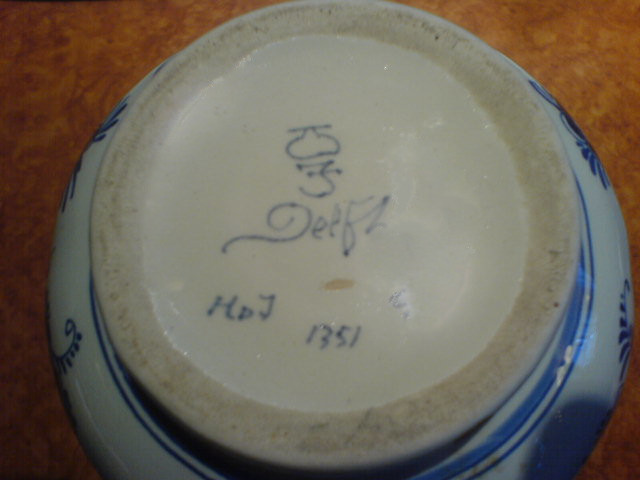
Merkteken van de Porceleyne Fles, vervaardigingsjaar 1959

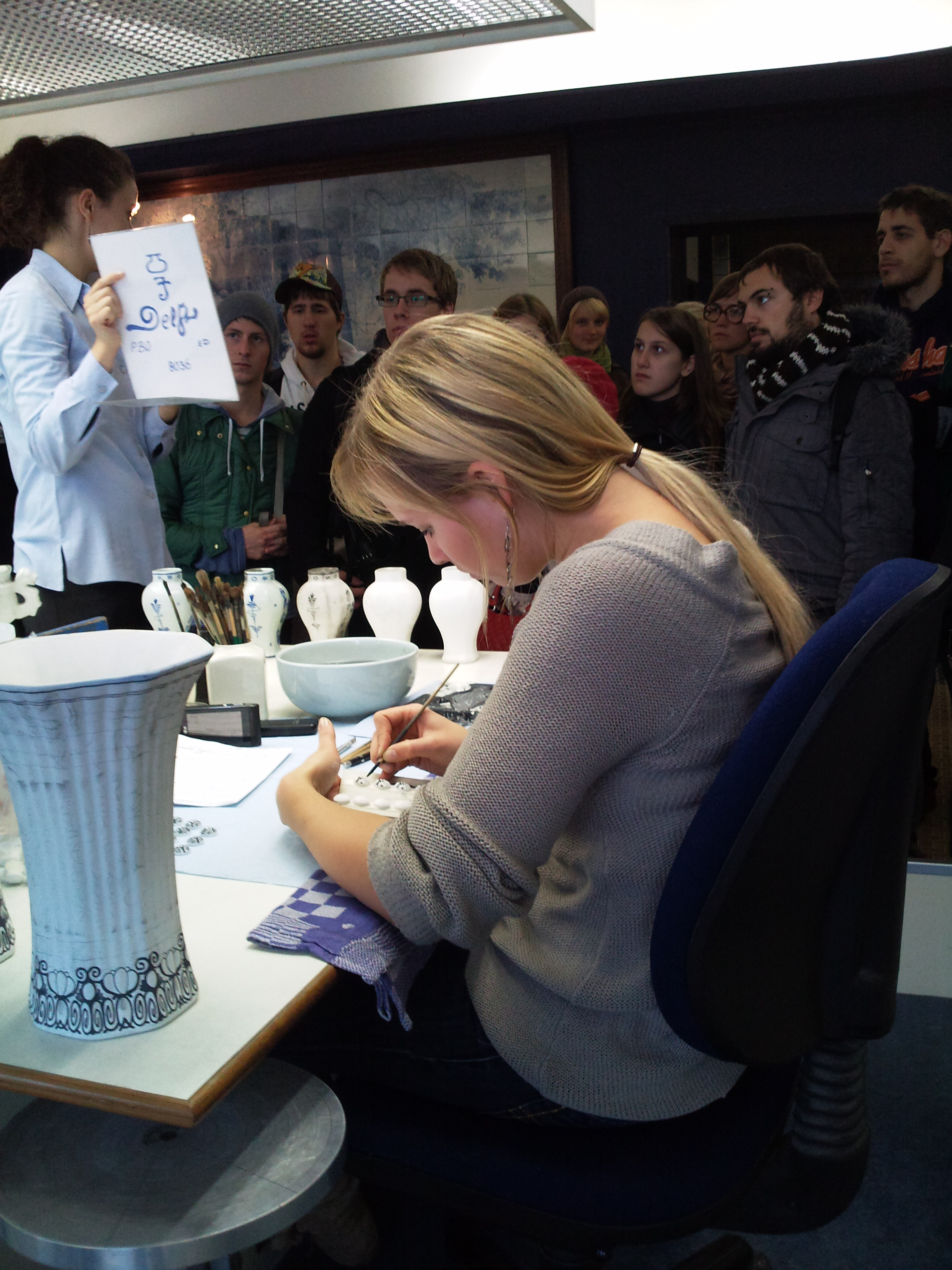
Handarbeid, merkteken van de Porceleyne Fles vastgehouden op achtergrond

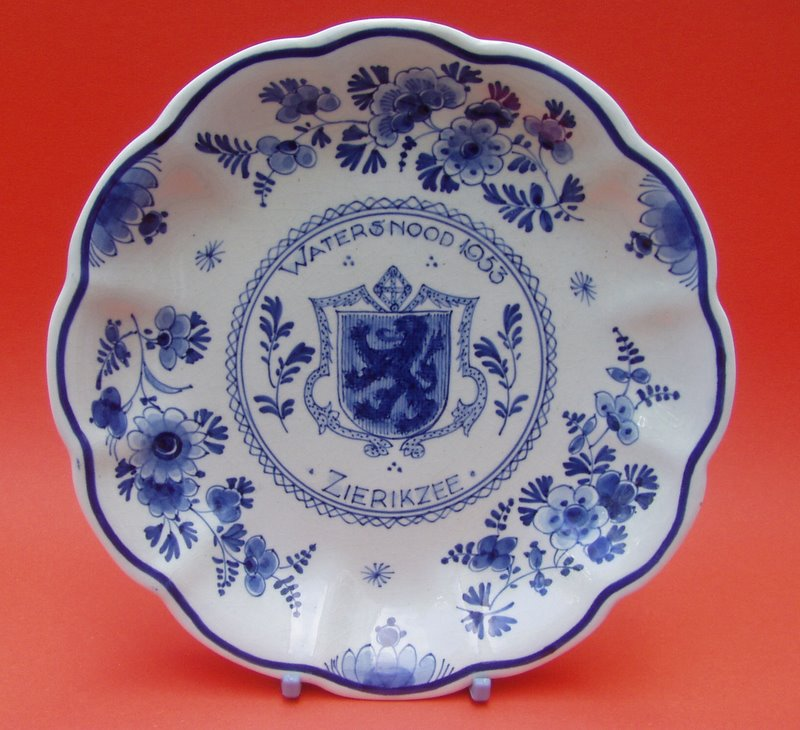
Voorbeeld van klassiek Delfts Blauw

De Porceleyne Fles (sinds 1919 De Koninklijke Porceleyne Fles, internationaal bekend als Royal Delft) is een aardewerkfabriek, opgericht in het jaar 1653 in Delft en tegenwoordig ook als museum te bezoeken. Er wordt Delfts Blauw aardewerk vervaardigd. Het is een van de kleinste aandelen genoteerd aan de effectenbeurs.

## Geschiedenis

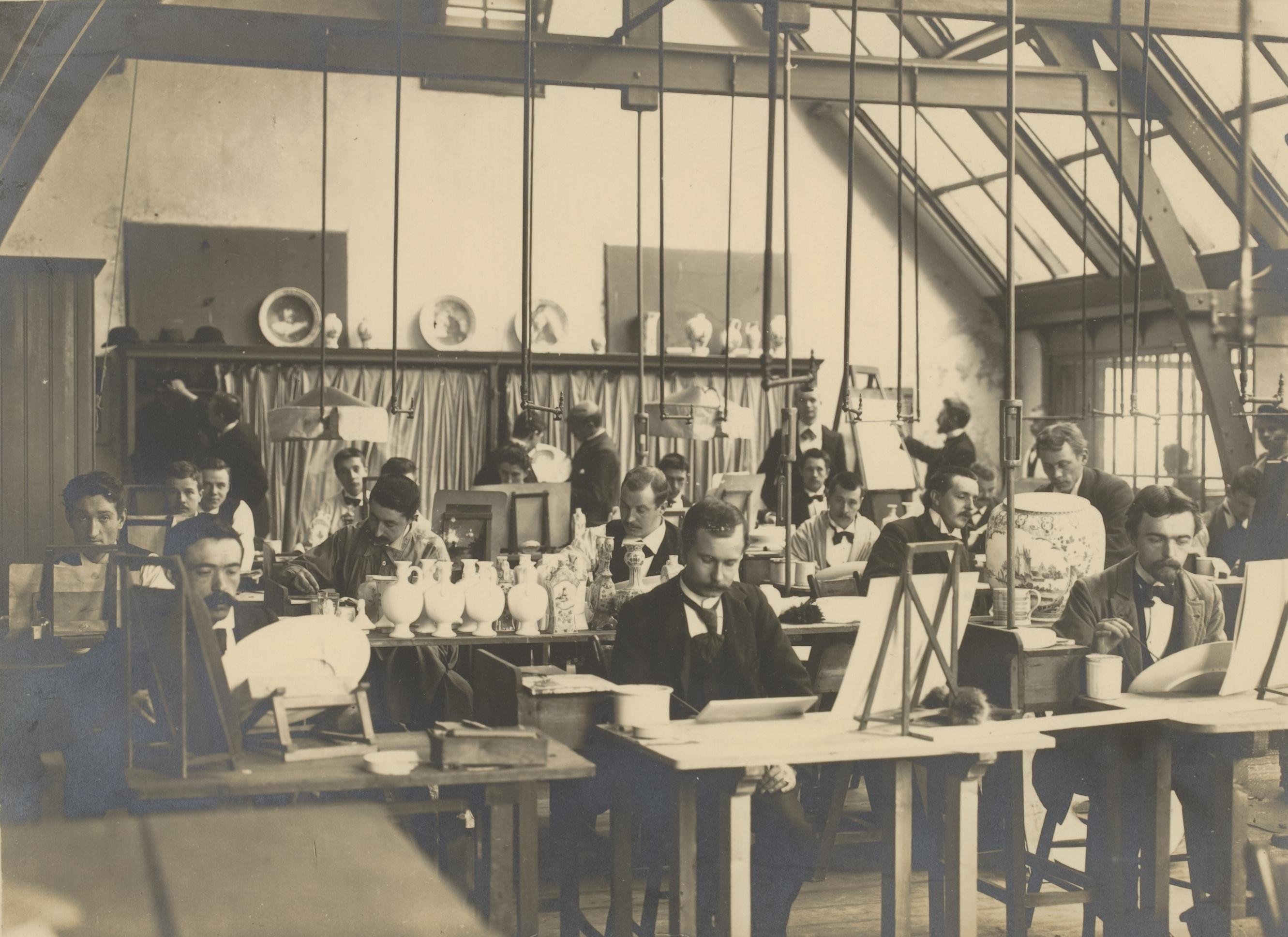
Een van de schilderateliers in de oude fabriek aan het Oosteinde

De fabriek is opgericht door David Anthonisz v.d. Pieth, en was oorspronkelijk gevestigd aan Oosteinde 175 in Delft. Wegens concurrentie van fabrieken uit het buitenland, die harder aardewerk produceerden dat bovendien fijner beschilderd kon worden, werd halverwege de 19e eeuw overgegaan van het oorspronkelijke Delfts Blauw op massaproductie van goedkoop gedrukt aardewerk.
In 1876 kocht ingenieur Joost Thooft uit Delft de fabriek met als doel toch weer Delfts Blauw aardewerk te produceren en de kwaliteit te verhogen. Vanaf 1881 was Abel Labouchere er werkzaam; deze werd in 1884 Thoofts zakenpartner. Met hun personeel ontwikkelden ze kwalitatief hoogstaand Delfts Blauw keramiek dat al snel wereldberoemd werd. Na het overlijden van Thooft zette Labouchere de fabriek alleen voort. De fabriek kreeg in 1919 het predicaat Koninklijk.
Naast het Delfts blauwe aardewerk werden er van 1907 tot 1977 ook cloisonné tegels vervaardigd. Bij deze tegels worden de verschillende kleuren glazuur, waaruit de afbeelding is opgebouwd, gescheiden door kleirandjes.
In 2008 ontstond de Royal Delft Group door de overname van kristalproducent Glasfabriek Leerdam en zilversmederij Koninklijke Van Kempen & Begeer.

## Productieproces
Er wordt nog altijd aardewerk van Royal Delft in de fabriek vervaardigd. De klassieke stukken worden hier gebakken, geglazuurd en nog een keer gebakken, waarna het eindproduct door een keuring gaat alvorens het in de showroom terechtkomt.
De afbeeldingen worden door vaklieden met penselen van marter- en eekhoornhaar op het biscuit aangebracht. De schilderingen die met name worden geproduceerd zijn molens en schepen, maar daarnaast ook aansprekende motieven. Hiervoor kunnen met sjablonen schetsen worden aangebracht op het nog te bakken porselein, waarna het handmatig wordt geschilderd. Er wordt met kobalt(II)oxide gewerkt dat zwart lijkt te zijn, maar na het bakken blauw van kleur wordt. De verschillende kleuren blauw worden bewerkstelligd door het meer of minder toevoegen van water.
In de fabriek wordt met name gewerkt met kaolien, veldspaat, kwarts en calciumcarbonaat voor de vervaardiging van Delfts blauw.

## Gebouw
Het huidige gebouwencomplex is gebouwd in de twintiger jaren van de 20ste eeuw toen de fabriek verhuisde naar de Rotterdamseweg. De gebouwen in de stijl van het traditionalisme zijn een rijksmonument. In de tuin tussen het kantorencomplex en fabriek is een binnenplein met verschillende stijlen zuilen en andere decoratiemogelijkheden van bouwkeramiek. Deze tuin werd destijds aangelegd om potentiële kopers en architecten een idee te geven van de mogelijkheden.

## Museum
In 2012 is de Royal Delft Experience geopend die een kijk geeft op het productieproces van het eeuwenoude Delfts Blauw. De Porceleyne Fles trekt jaarlijks ongeveer 128.000 bezoekers.

## Collectieoverzicht anno 2017
Royal Delft maakt naast Delfts Blauw aardewerk ook nog andere soorten aardewerk, deze vallen onder ofwel Klassiek aardewerk of Modern aardewerk.

### Klassiek
Delfts BlauwOnder deze collectie vallen de klassieke stukken van Royal Delft, deze stukken zijn met de hand beschilderd.
PolychroomDe Polychroom collectie is meer kleurrijk. Dit aardewerk wordt ook wel majolica genoemd, wat is geïnspireerd op aardewerk uit Spanje en Italië.

### Modern
NijntjeDe Nijntje collectie is geschilderd in Delfts blauw. Deze collectie is gemaakt vanwege de populariteit van Nijntje (Miffy) in het buitenland.
New DelftNew Delft is een collectie die is gecreëerd door Jacob de Baan, in deze collectie draait het voornamelijk om de ouderwetse merktekens die prominent op een wit bord of kopje zijn geplaatst. De borden en kopjes hebben een moderne ovale vorm.
Piet Hein EekDe collectie van Piet Hein Eek is ook modern, in deze collectie zijn enkele aspecten van klassieke Royal Delft borden terug te vinden.
DiskusDe diskus-bordencollectie bestaat uit grote borden met daarop spreuken geschreven in de vorm van een spiraal van buiten naar binnen. Deze borden zijn ontworpen door het bureau Skylla.
BlueD 1653Deze nieuwste collectie is van wit aardewerk met een kleine noot van Delfts Blauw erin verwerkt. Er bestaan potten, borden, schalen en vele andere producten in deze collectie.

## Fotogalerij

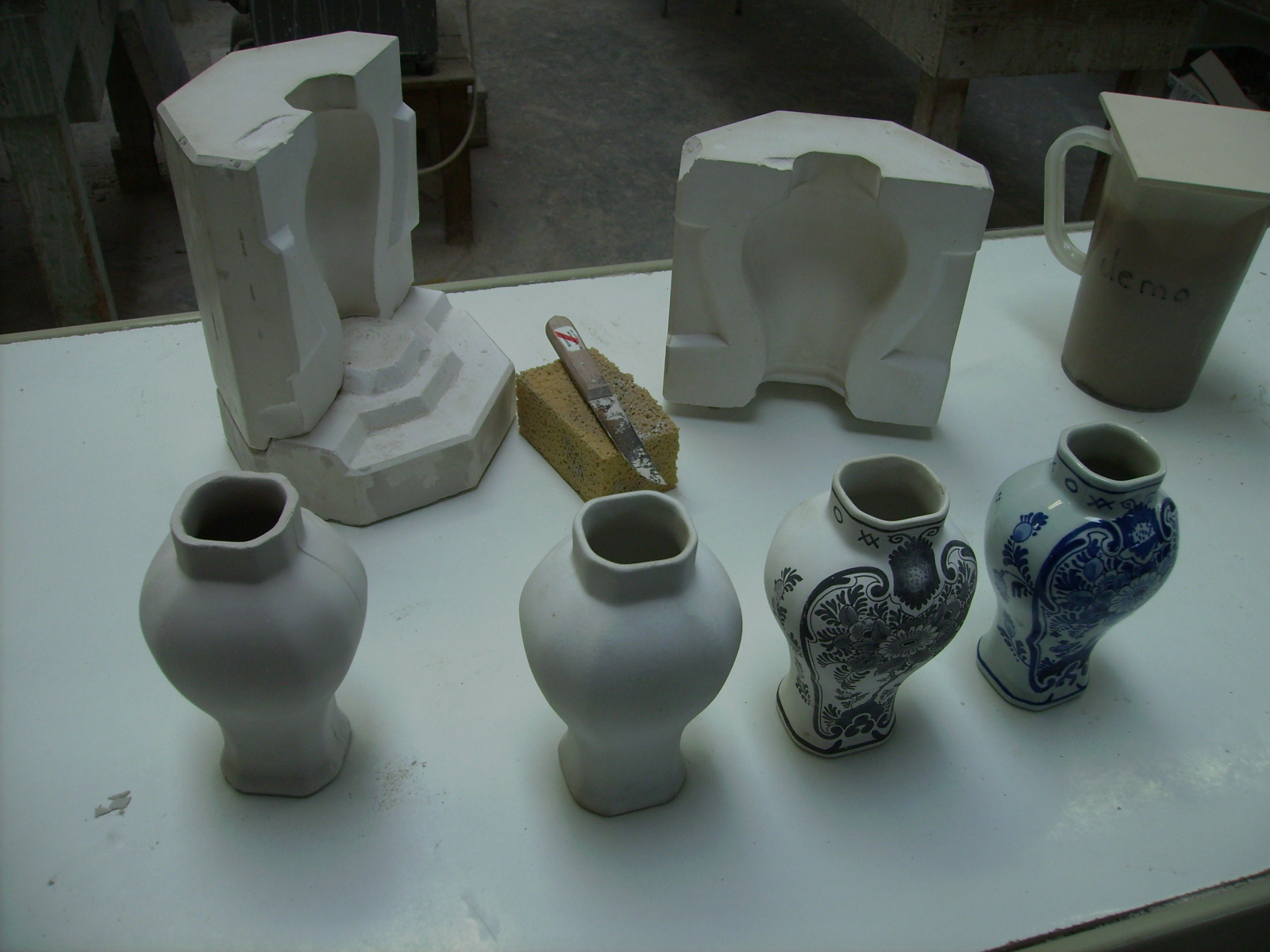
Het proces in stappen
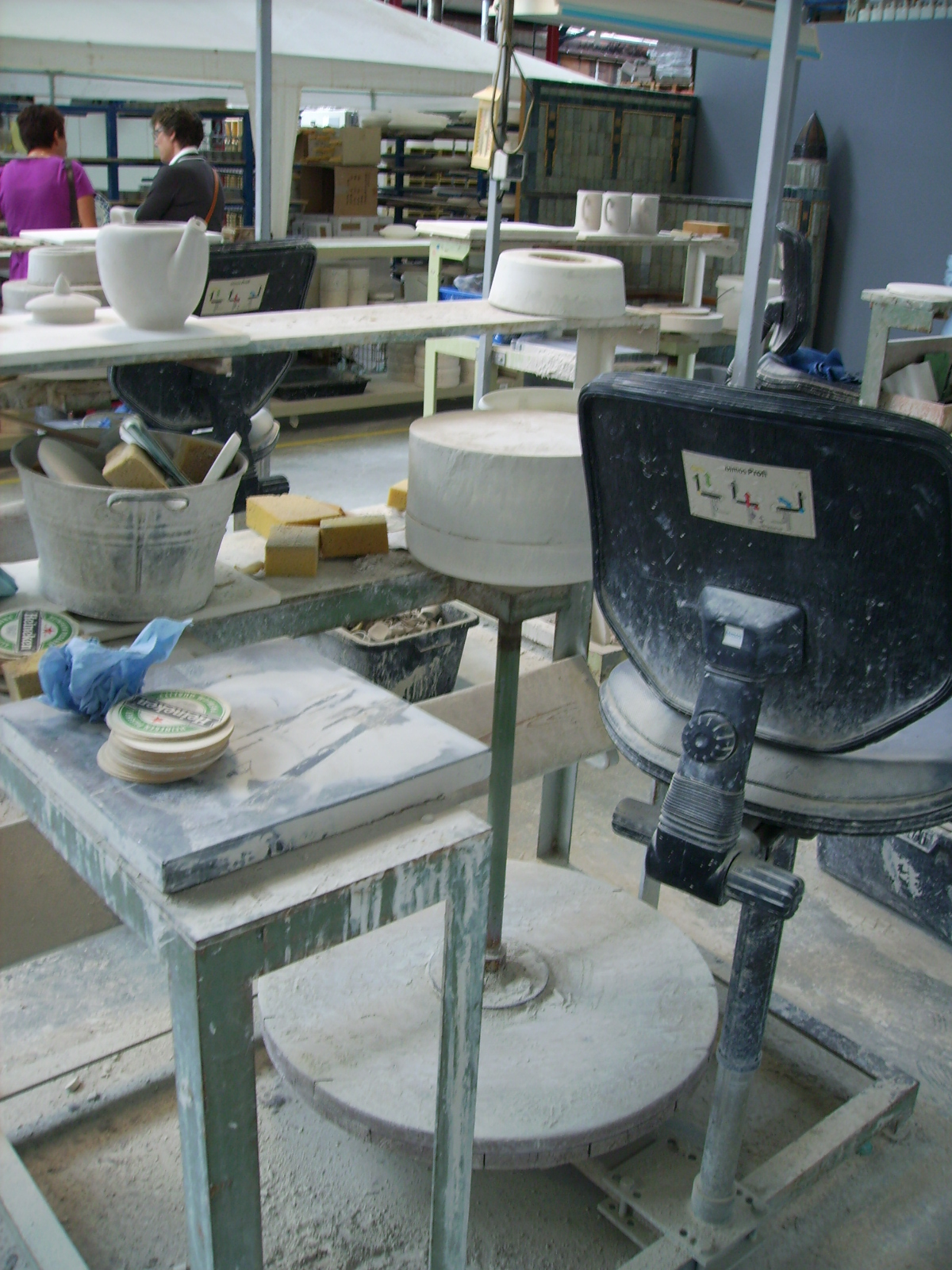
In de fabriek
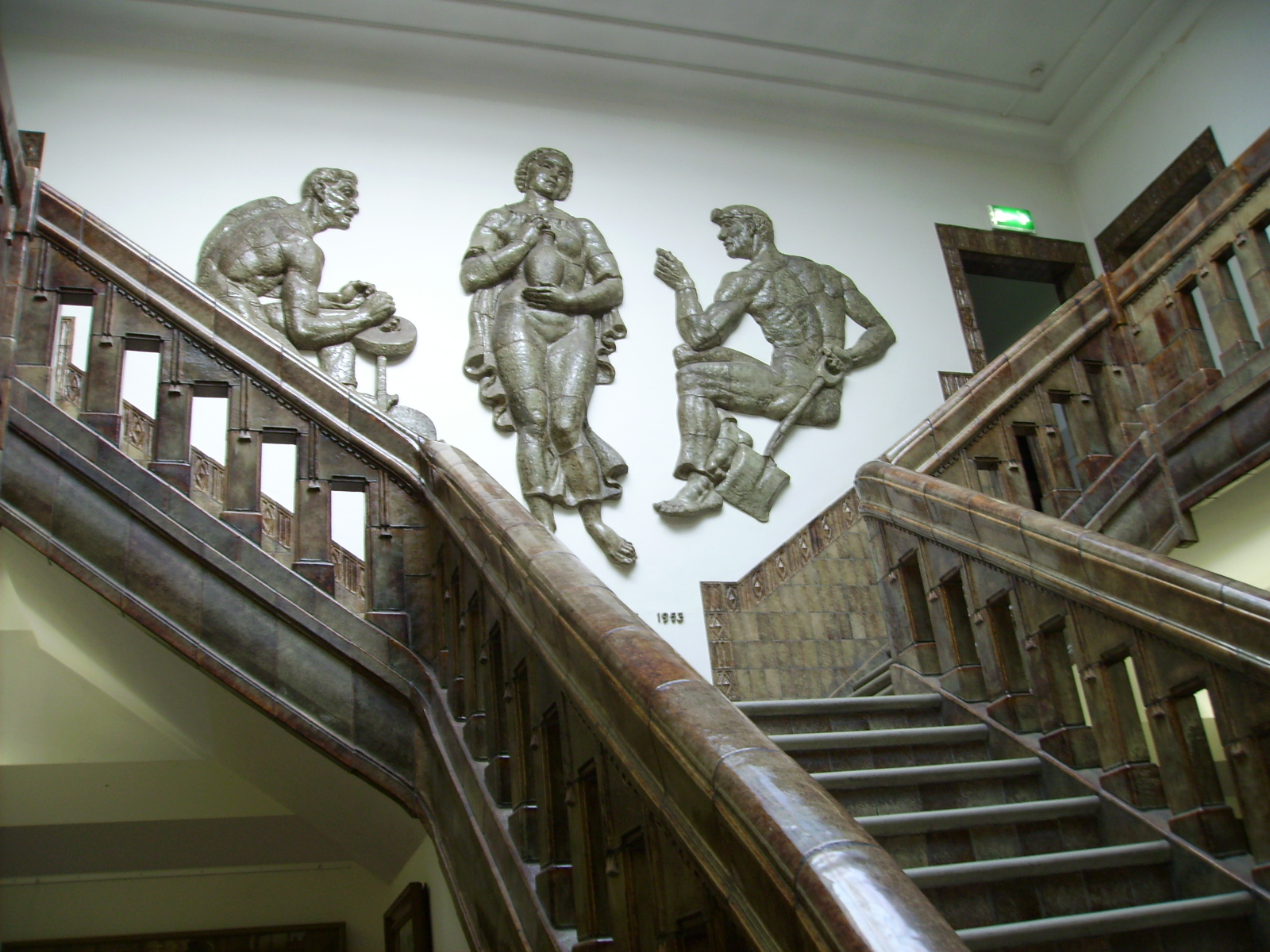
Trappenpartij bij het kantoorgedeelte
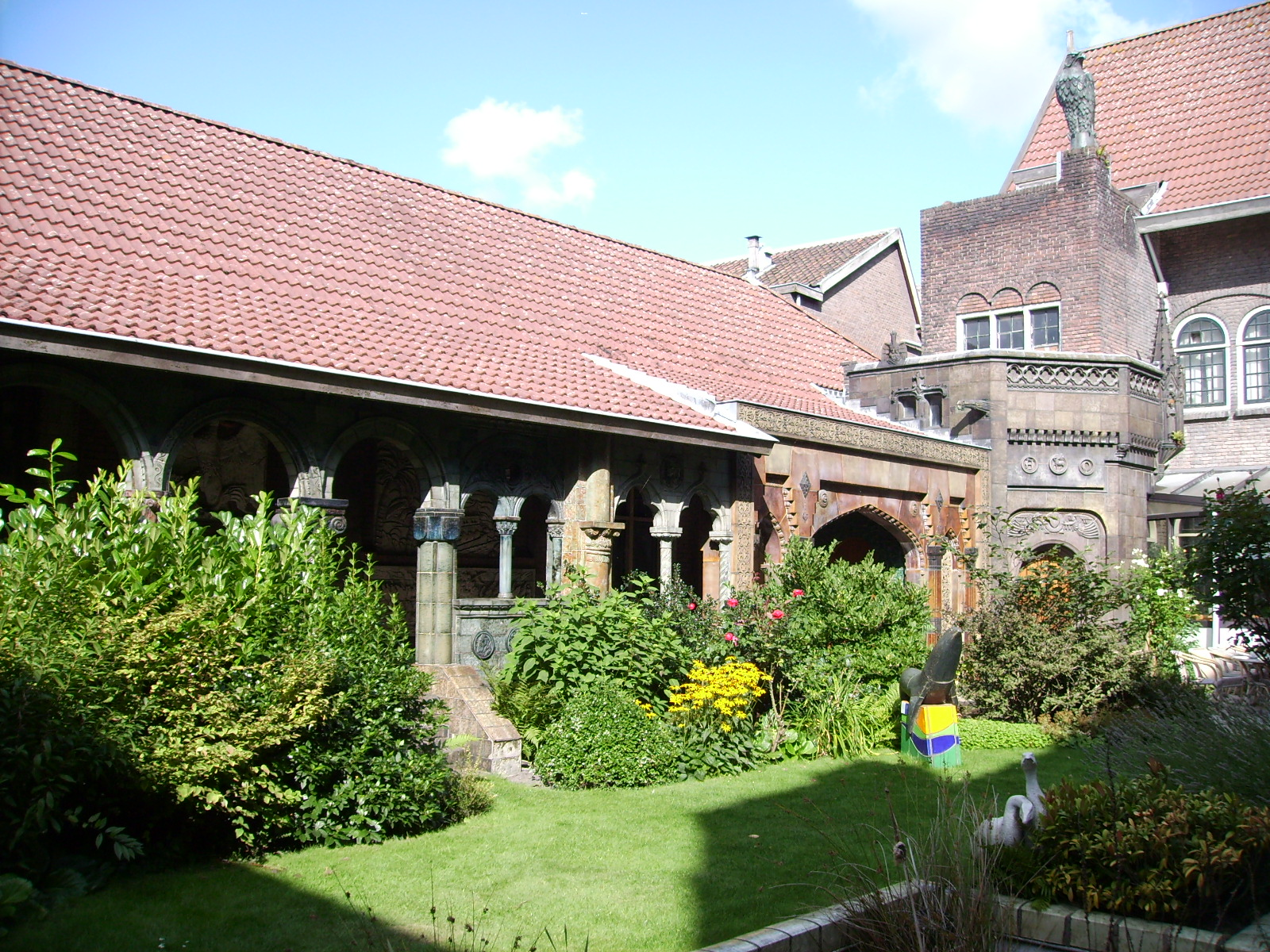
Zuilengalerij
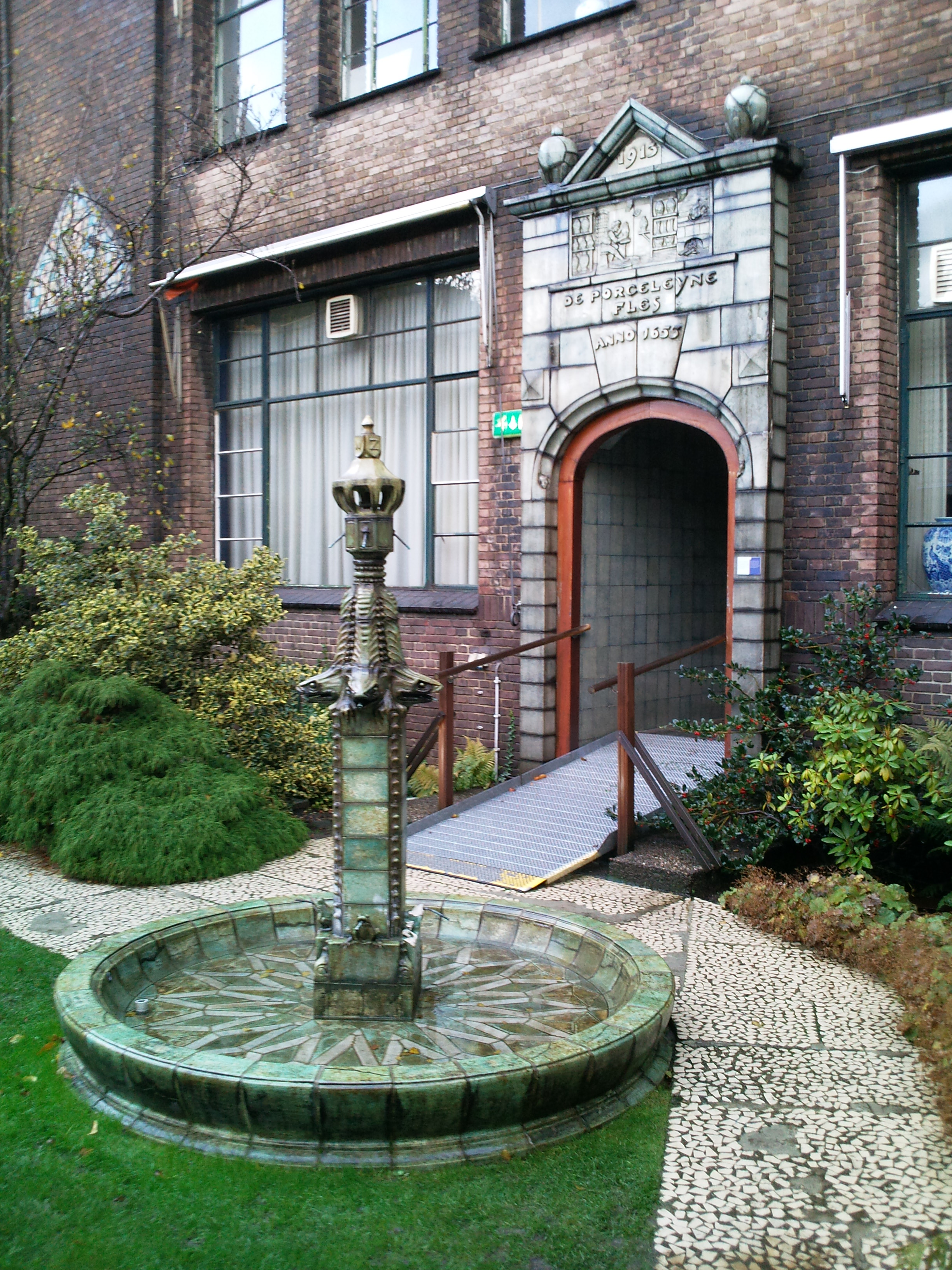
Fontein in de tuin
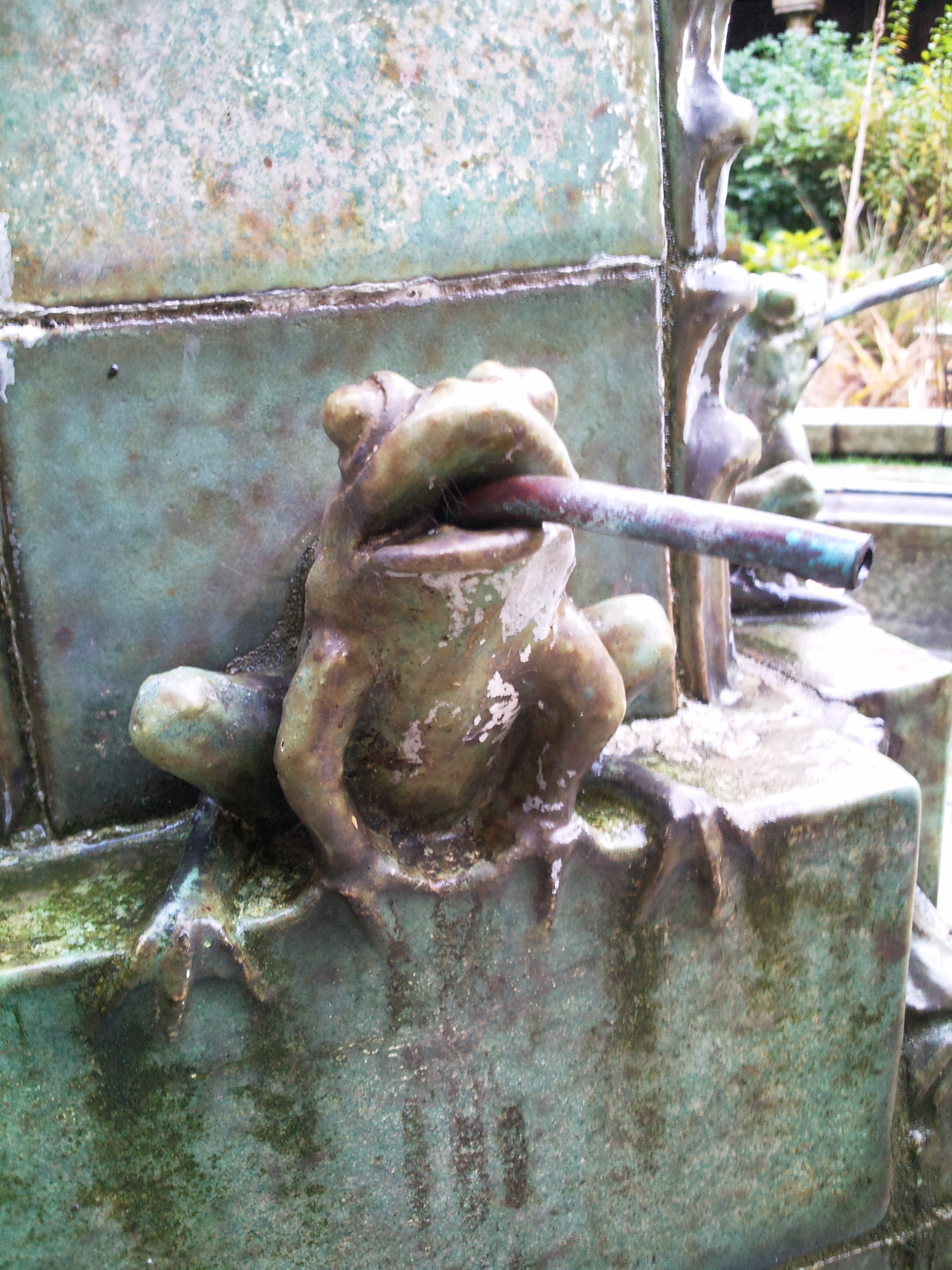
Detail van de fontein